# Escut d'Alboraia
L'escut d'Alboraia és un símbol representatiu de fet, diferent a l'escut oficial, d'Alboraia, municipi del País Valencià a la comarca de l'Horta Nord. Té el següent blasonament:
| « | Escut partit. En cap d'or, quatre pals de gules. Al primer, en camp d'atzur, una torre torrejada i merletada d'argent, terrassada de sinople. Al segon, en ones d'atzur i argent, diapreada la Sagrada Eucaristia, ressaltada d'un calze sobremuntat de tres peixos amb la Sagrada Hòstia a la boca i en actitud de llançar-la al calze, tot d'or. Entat en punta caigut, d'argent, un manat de xufa de sinople. Per timbre, una corona reial oberta, somada de la cimera usada per Jaume I el Conqueridor. | » |

## Història

Escut oficial.

L'Ajuntament utilitza un escut diferent a l'oficial, que fou aprovat mitjançant Decret de 20 de juny de 1958. Aquest Decret no inclou cap blasonament oficial i es remet al dictamen de la Reial Acadèmia de la Història. Segons aquest dictamen de 20 de març de 1958, signat per Vicente Castañeda, la proposta d'escut feta per l'Ajuntament no seria correcta heràldicament: ja que no hauria d'incloure la representació de les xufes i tindria altres xicotetes equivocacions.
El dictamen aprovà com a escut oficial el següent blasonament:
| « | Truncat i mig partit, amb una divisió resultant de tres quarters: En cap les Armes d'Aragó i en els dos superiors; 1er, d'atzur i argent, diapreada la Sagrada Eucaristia, resaltada d'un Calze d'or, sobremuntat de tres peixos amb la Sagrada Forma a la boca en actitud de deixar-la dins del Calze. El 2on en camper d'atzur, una torre torrejada i merletada d'argent, terrassada de sinople. El tot coronat amb la Reial d'Aragó, que n'és la castellana sense diademes i somada amb el Drac Alat, cimera de l'elm de guerra de Jaume I d'Aragó. | » |

## Interpretació
La torre de la primera partició és un senyal parlant referent a l'etimologia del topònim de la ciutat, provinent de l'àrab al-boraitja, 'torre petita', 'talaia'. A la segona partició, una al·lusió al Miracle dels Peixets, fet destacat de la tradició eucarística local, al qual Alboraia hi té dedicada una ermita. A la punta, el manat de xufa representa la riquesa agrícola del terme, amb la producció característica que fa que Alboraia sigui coneguda com «el bressol de l'orxata». Al cap, els quatre pals recorden la seva vinculació amb la Corona a partir del segle xv. Finalment, la cimera de Jaume I recorda la conquesta reial de l'antiga alqueria musulmana. Aquesta cimera, però, ha estat erròniament atribuïda a Jaume I. En realitat fou instaurada per Pere el Cerimoniós, com a símbol heràldic personal dels reis de la Corona d'Aragó.